# Prievaly
Prievaly (v letech 1920 až 1946 Šandorf) jsou obec v okrese Senica na Slovensku. Žije v ní 985 obyvatel.

## Historie
V roce 1439 se vesnice Prievaly jmenovala Schwancendorf. V té době se tato osada rozložila na písčině Záhorské duny, ve které najdete všechny složky rozdrobených hornin. Od poloviny 15. století vesnice patřila různým tehdejším feudálním rodinám, z nichž nejznámějšími byly Korlátkové z panství Korlátko, pak Apónyiové, Bošányiové, Motešickové a další rodiny, které se ucházely o „priazeň pieskovcovitého chotára (katastru)“ tehdejšího Sandorfu a později Šandorfu. Němci Záhorským vesnicím dávali často své názvy, jen aby zmátli a změnili význam lokality a dokázali svou sounáležitost k regionu. Jenže Záhoráci byli vždy tvrdý národ a nikdy nechtěli „nic enem co mu patrí“ a tak si hospodařili po staletí po svém a žili svérázným životem.
V historii této vesnice se rovněž uvádí, že byla městečkem (oppidem) a měla i právo konat v roce čtyři trhy s dobytkem. Jako městečko honosil se tehdejší Sandorf i tím, že mu patřilo 25 poddanských rodin a devatenáct bezzemků. Každé takové městečko muselo prokázat, že je vrchností, když už ne nad rozsáhlými majetky, tak alespoň nad několika poddanskými usedlostmi.
Přes Prievaly vedla kdysi Jantarová, později Česká cesta z Prahy do Budína. Cesta se zachovala dodnes. Prievalčané měli i právo soudnictví, o čemž svědčí i památka – pranýř, na který přivazovali zločince a lidé mu mohli nadávat, plivat na něj.
Pod Prievaly je vybudována soustava podzemních chodeb. Zde se našel i velký poklad, který obsahoval několik zlatých cihliček.
Nad obcí v kopci je malá jeskynní díra, o níž se říká, že je to prý tajná chodba, která vede z nedalekého hradu Korlátka.
V roce 2011 zde zahájil činnost pivovar s názvem Sandorf.

## Přírodní poměry
Podél severozápadní hranice správního území obce teče řeka Rudava. Samotná vesnice stojí v těsném sousedství s chráněnou krajinnou oblastí Malé Karpaty.

## Pamětihodnosti
Ve vsi stojí římskokatolický kostel sv. archanděla Michala z roku 1714, který byl rekonstruován v roce 1988 a kaple Sedmibolestné Panny Marie z roku 1820.

## Galerie

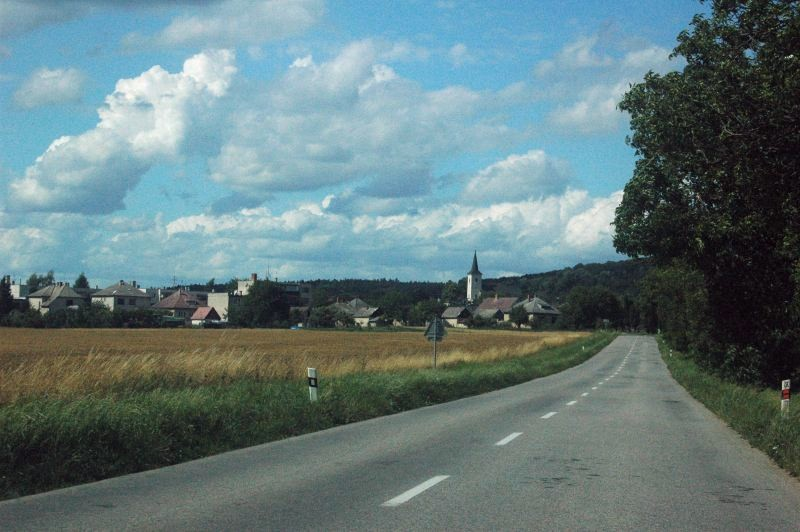
Prievaly
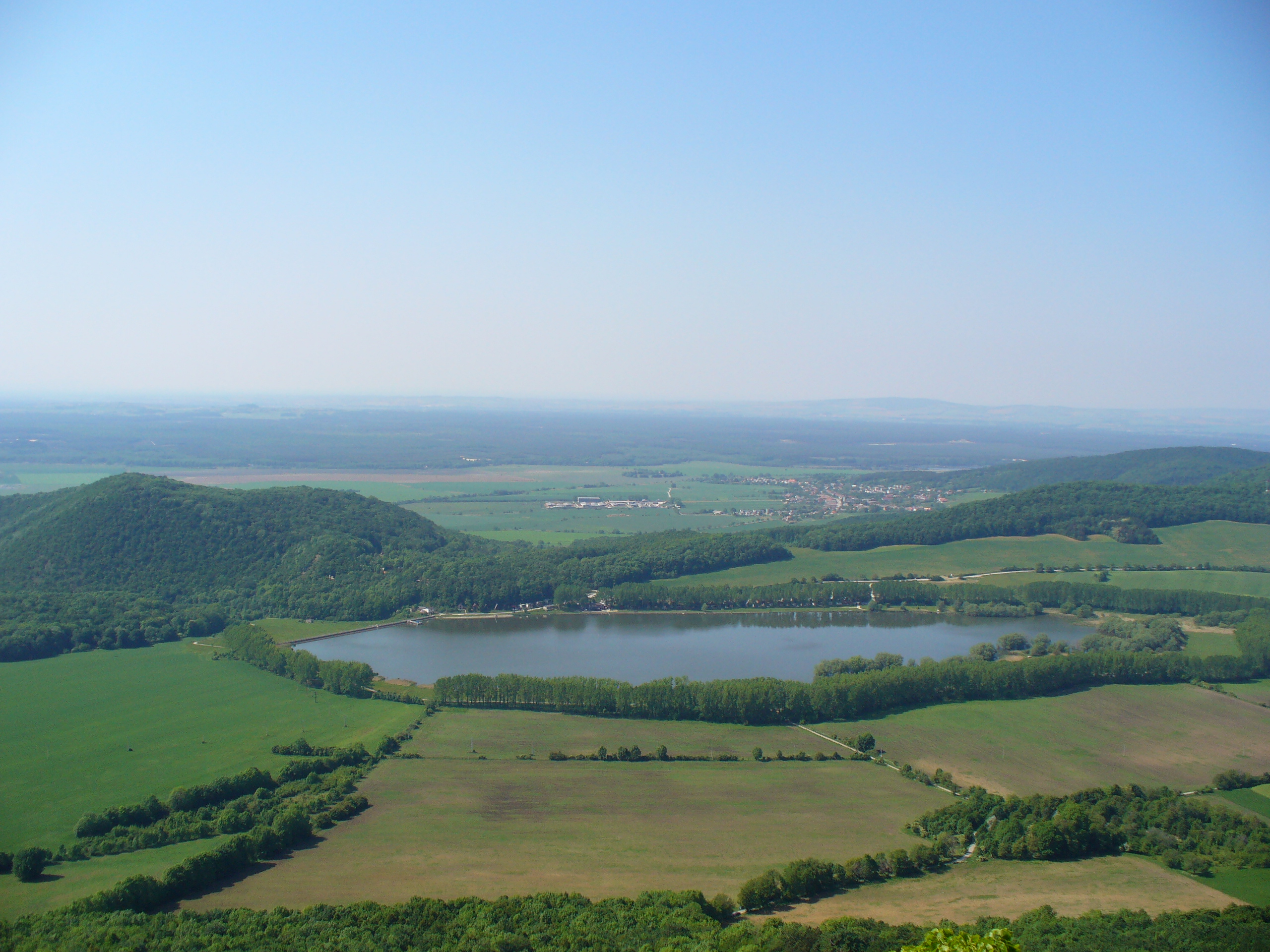
Prievaly a bukovská přehrada z hradu Ostrý kameň
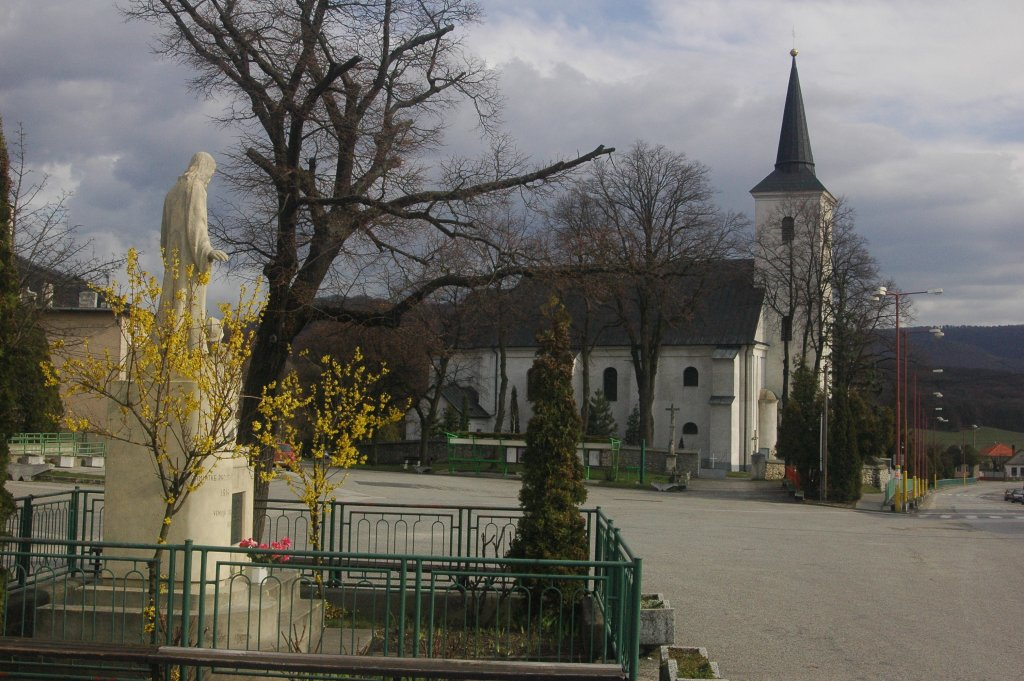
Náměstí a prievalský kostel